# Jubilate-Kirche (Lindlar)

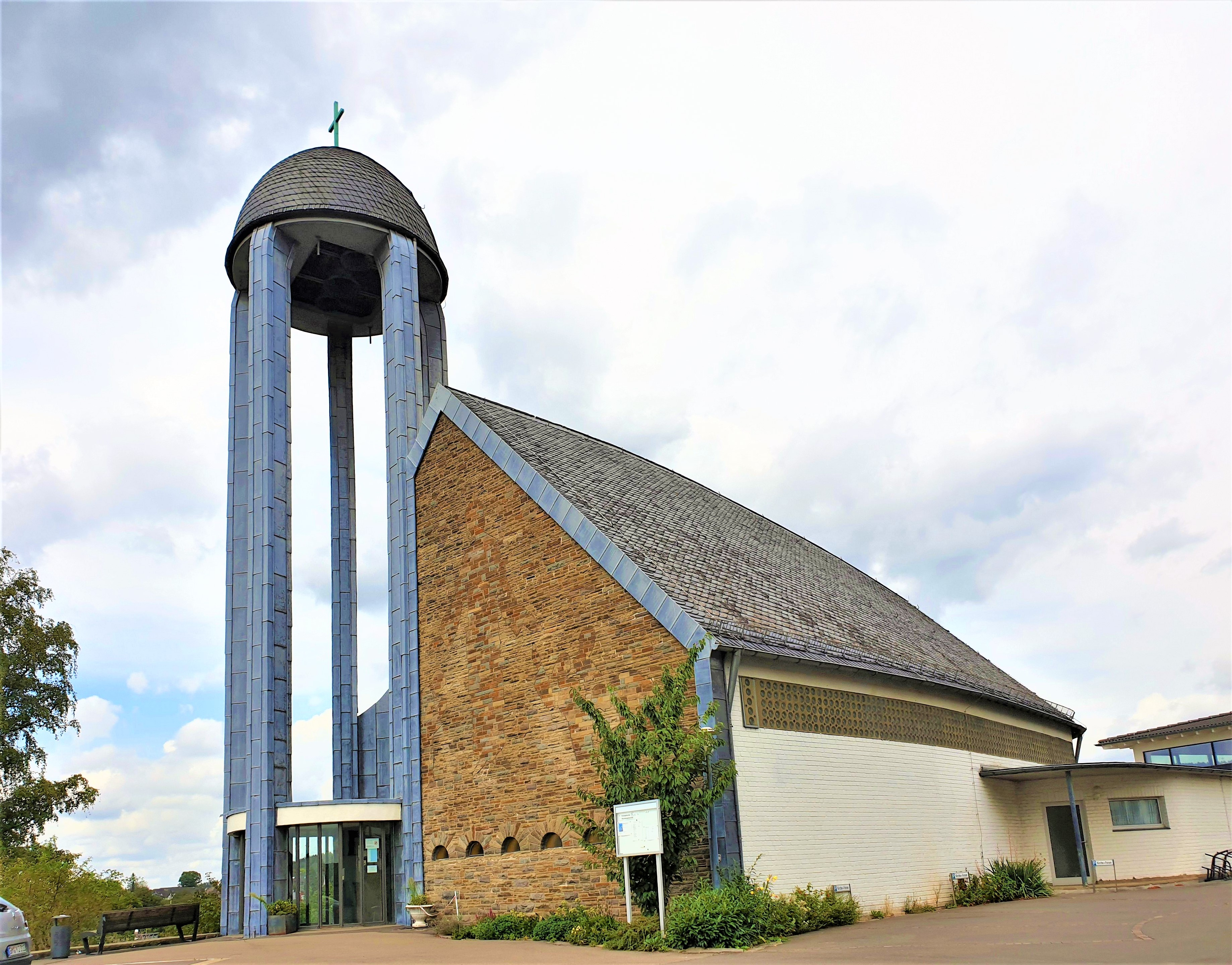
Die Jubilate-Kirche mit dem markanten offenen Kirchturm

Die Jubilate-Kirche in Lindlar ist das evangelische Gotteshaus der Evangelischen Kirchengemeinde Lindlar. Seit 1989 steht der Sakralbau unter Denkmalschutz.

## Baugeschichte
Die Kirche wurde in zweijähriger Bauzeit von 1954 bis 1956 erstellt, um dem Raumproblem in der Kirche Delling bei Kürten zu begegnen. Dieses bestand seit Ende des Zweiten Weltkriegs, als viele protestantische Vertriebene aus den Ostgebieten in das Bergische Land kamen und die bisherige evangelische Diaspora sich zu einer  volkskirchlichen Größe wandelte.

### Innenraum
Das Kircheninnere ist als dreifach aufgeteilte Halle in Form einer Ellipse gehalten.

### Turm
Der ursprüngliche Turm bestand aus Grauwacke. 1990 wurde er demontiert und durch einen neuen Kirchturm aus einem anderen Naturstein ersetzt.

## Kirchliche Organisation
Die Jubilate-Kirche ist – mit dem Evangelischen Gemeindezentrum in Schmitzhöhe – eine der beiden Predigtstätten der Evangelischen Kirchgemeinde Lindlar. Diese gehört innerhalb der Rheinischen Kirche zum Kirchenkreis Köln-Rechtsrheinisch.